# Вьетнамский музей этнологии

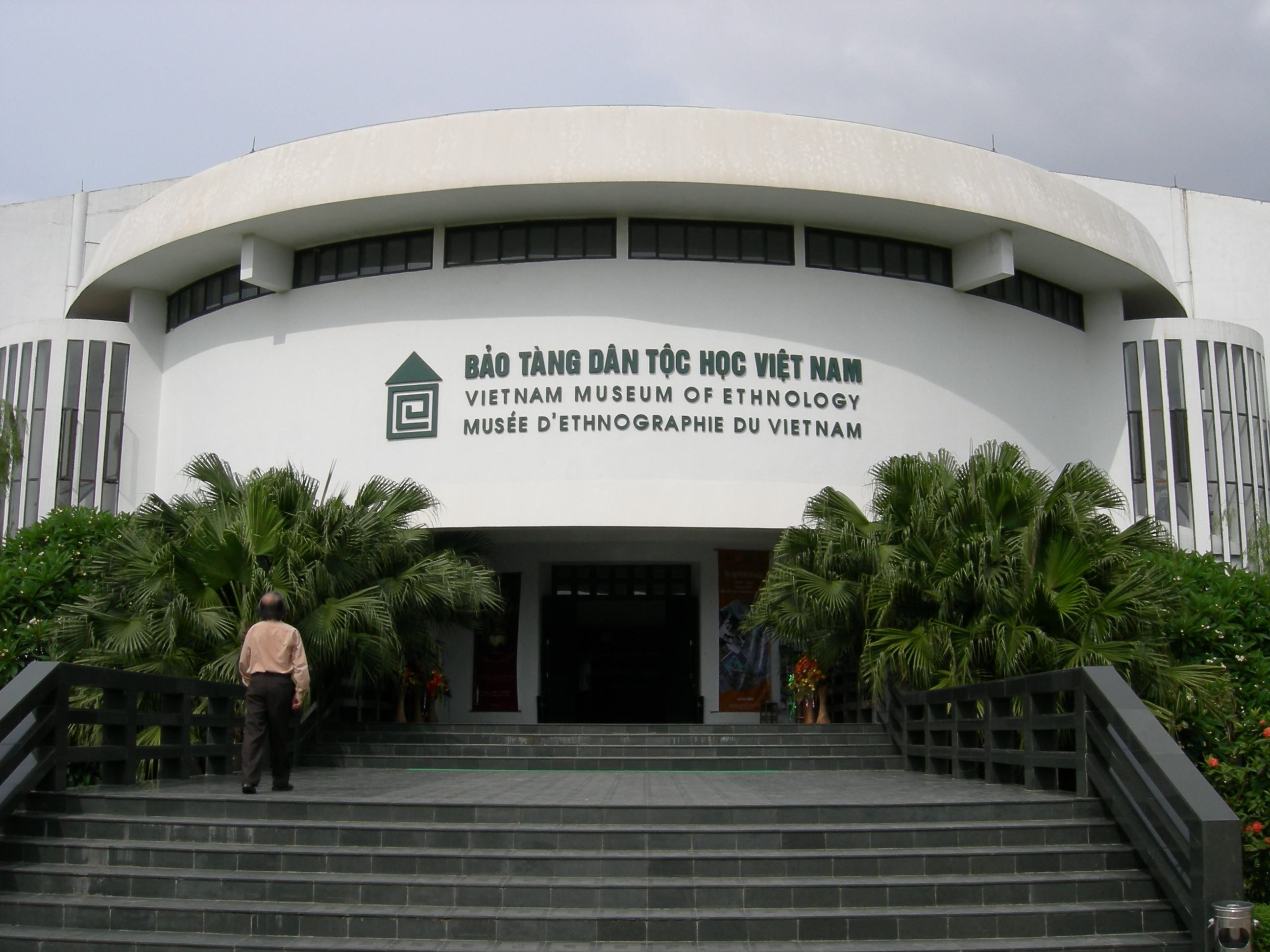
Вход в музей этнологии

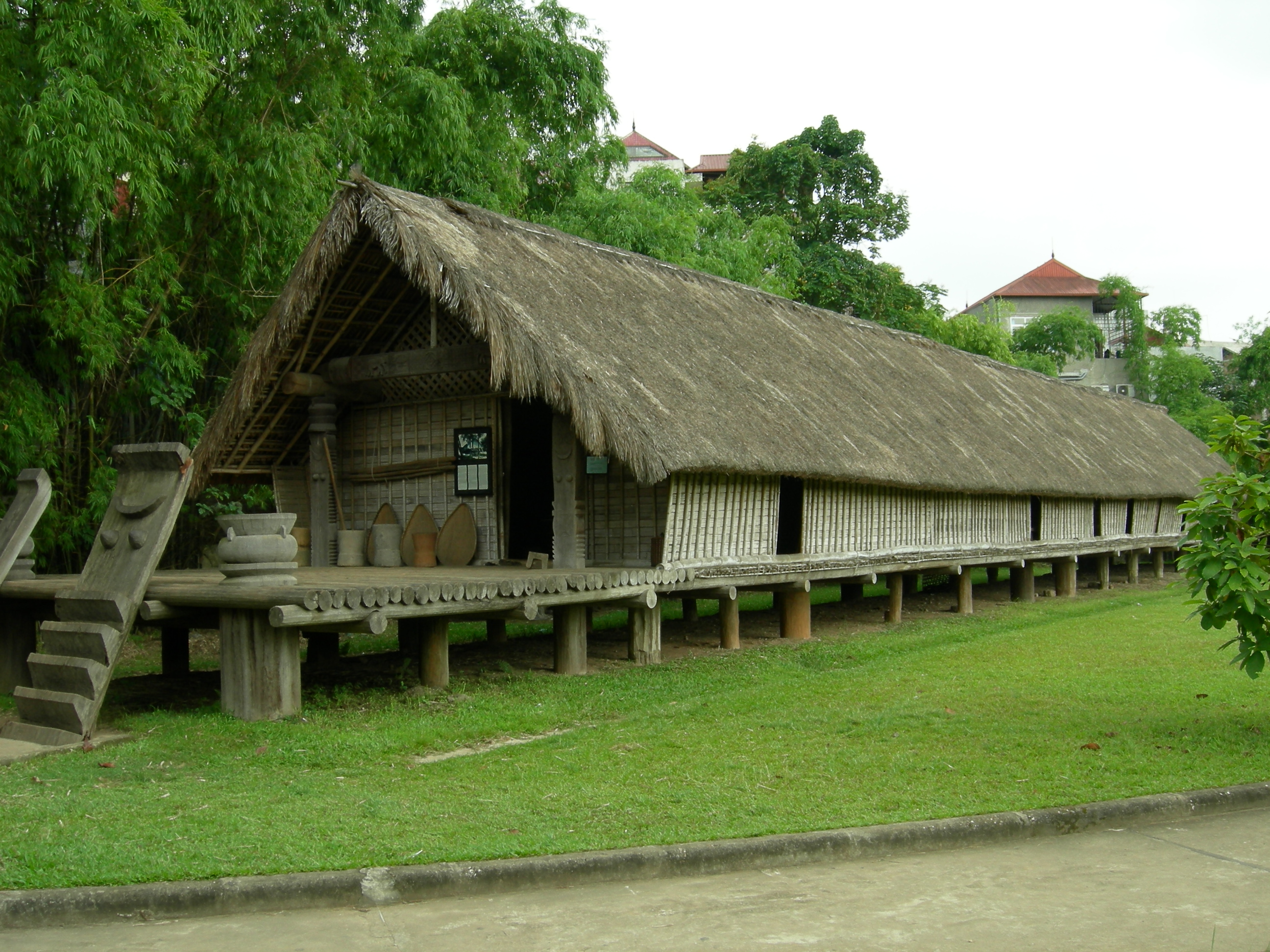
Наружная выставка на территории у музея. На переднем плане — жилище народности эде Центрального нагорья Вьетнама

Вьетнамский музей этнологии (вьет. Bảo tàng Dân tộc học Việt Nam — музей в столице Вьетнама городе Ханой. Посвящён быту и культуре 54 официально признанных этнических групп Вьетнама. Находится в районе Каузяй (Cầu Giấy) примерно в 8 км от центра города. Официально открыт в ноябре 1997 г.
Проект здания выполнил архитектор Ха Дык Линь (Hà Đức Lịnh) из народности тай в виде донгшонского барабана, а интерьер спроектировала французский архитектор Вероника Дольфус.
Открыт с 8:30 по 17:30 со вторника по воскресенье.